# L’Île-Dorval
L’Île-Dorval ist eine Gemeinde im Südwesten der kanadischen Provinz Québec. Sie ist gleichbedeutend mit der Insel Île Dorval, die rund einem halben Kilometer vor der Südküste der Île de Montréal im Lac Saint-Louis liegt.
Die Gemeinde ist eine staatsrechtliche Kuriosität. Sie hat den Status einer Stadt, zählte aber bei der Volkszählung 2011 nur gerade fünf ständige Einwohner. Somit ist sie nach Fläche und Einwohnerzahl die kleinste Gemeinde Kanadas. 2001 sank die Einwohnerzahl zwischenzeitlich sogar auf Null. Da aber gemäß dem Wahlgesetz der Provinz Québec neben Einwohnern auch Grundstückseigentümer in Gemeindeangelegenheiten wahlberechtigt sind, waren im Jahr 2004 fünfzig Wähler registriert.
Am 1. Januar 2002 wurden 27 Gemeinden mit Montreal fusioniert, darunter auch L’Île-Dorval. Besonders in Gemeinden mit einem hohen Anteil an Englischsprachigen regte sich Widerstand, da diese Maßnahme von der Provinzregierung der separatistischen Parti Québécois angeordnet worden war. Ab 2003 stellte die Parti libéral du Québec die Regierung und versprach, die Gemeindefusionen rückgängig zu machen. Am 20. Juli 2004 fanden in 22 ehemaligen Gemeinden Referenden statt. Die in L’Île-Dorval registrierten Wähler sprachen sich mit 37 zu 12 Stimmen für die Trennung aus. Die Gemeinde wurde daraufhin am 1. Januar 2006 neu gegründet.
Die Insel, auf der mehrere Dutzend Ferienhäuser stehen, ist durch eine Fähre mit der Stadt Dorval verbunden.

## Einzelnachweise

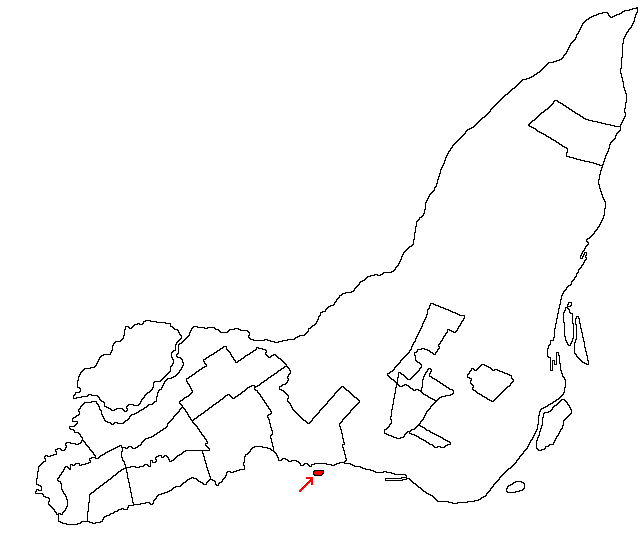
Lage von L’Île-Dorval in der Agglomeration Montreal